# Ted (film)
Pour les articles homonymes, voir Ted.
Série
Ted 2
(2015)
Pour plus de détails, voir Fiche technique et Distribution.
Ted est un film américain écrit, produit et réalisé par Seth MacFarlane, sorti en 2012.

## Synopsis
En 1985, John Bennett est un garçon solitaire de huit ans. Le soir de Noël, il fait le vœu que son ours en peluche qu'il vient de recevoir à Noël prenne vie et qu'il soit son meilleur ami pour la vie ; son vœu sera exaucé par magie, l'ours Ted (traduction de « Teddy bear ») prend vie et cette histoire devient célèbre. 27 ans plus tard, en 2012, Ted et John vivent toujours ensemble, mais la présence de l'ours empiète sur la vie de couple de John, depuis quatre ans avec Lori. En effet, John et son ours se comportent comme des adolescents, passant leur temps à boire des bières et fumer de la drogue devant des navets, leur préféré étant Flash Gordon.

## Fiche technique
- Titre original et francophone : Ted
- Réalisation : Seth MacFarlane
- Scénario : Seth MacFarlane, Alec Sulkin et Wellesley Wild
- Direction artistique : E. David Cosier
- Décors : Stephen J. Lineweaver
- Photographie : Michael Barrett
- Montage : Jeff Freeman
- Musique : Walter Murphy
- Casting : Sjeila Jaffe
- Production : Jason Clark, John Jacobs, Seth MacFarlane, Scott Stuber (en) et Wellesley Wild
- Sociétés de production : Media Rights Capital, Fuzzy Door, Bluegrass Films et Smart Entertainment
- Société de distribution : Universal Pictures
- Budget : 50 000 000 de dollars[1]
- Pays d'origine :  États-Unis
- Langue originale : anglais
- Format : couleur — 35 mm — 1,85:1 — son Dolby Digital
- Genre : Comédie fantastique
- Durée : 112 minutes
- Dates de sortie : 
  - États-Unis, Canada : 29 juin 2012[2]
  - France, Belgique : 10 octobre 2012[2]

- Avertissement : des scènes, des propos ou des images peuvent heurter la sensibilité des spectateurs [3]

## Distribution
- Mark Wahlberg (VF : Bruno Choël ; VQ : Martin Watier) : John Bennett
- Mila Kunis (VF : Marjorie Frantz ; VQ : Camille Cyr-Desmarais) : Lori Collins
- Seth MacFarlane (VF : JoeyStarr ; VQ : Tristan Harvey) : Ted (voix)
- Joel McHale (VF : Alexis Victor ; VQ : Philippe Martin) : Rex
- Giovanni Ribisi (VF : Fabrice Josso ; VQ : Hugolin Chevrette-Landesque) : Donny
- Patrick Warburton (VF : Gilles Morvan ; VQ : Frédéric Paquet) : Guy
- Matt Walsh (VF : Bernard Alane ; VQ : François Trudel) : Thomas Murphy
- Jessica Barth (VF : Christine Bellier ; VQ : Annie Girard) : Tami-Lynn
- Aedin Mincks (VF : Abraham Rist ; VQ : Nicolas Poulin) : Robert
- Bill Smitrovich (VF : Patrick Raynal ; VQ : Jacques Lavallée) : Frank
- Patrick Stewart (VF : François Berland ; VQ : Vincent Davy) : le narrateur
- Norah Jones (VF : Sylvie Jacob) : Norah Jones[4]
- Sam J. Jones (VF : Thierry Desroses ; VQ : Jean-Luc Montminy) : Sam J. Jones[4]
- Tom Skerritt : Tom Skerritt[4]
- John Viener (en) : Alix
- Laura Vandervoort : Tanya
- Robert Wu (en) : Asian Man / Ming
- Ginger Gonzaga : Gina
- Jessica Stroup : Tracy
- Melissa Ordway : Michelle
- Kristina Ellery : Heavenly
- Katelyn Lorren : Cherene
- Chanty Sok : Angelique
- Zane Cowans (VF : Tom Trouffier) : Ted jeune (voix)
- Bretton Manley : John jeune
- Ralph Garman (en) : Steve Bennett, le père de John
- Alex Borstein : Helen Bennett, la mère de John
- Ted Danson : Ted Danson[4] (caméo - non crédité)[5]
- Ryan Reynolds : Jared (caméo - non crédité)[5]

 Source et légende : version française (VF) sur RS Doublage et AlloDoublage
 Source et légende : version québécoise (VQ) sur Doublage.qc.ca

## Bande originale
La bande originale contient des compositions de Walter Murphy ainsi que des chansons d'autres artistes. Le réalisateur Seth MacFarlane a écrit les paroles de la chanson Everybody Needs a Best Friend, mise en musique par Walter Murphy. Le morceau est nommé à l'Oscar de la meilleure chanson originale aux Oscars 2013.
Tous les titres sont composés par Walter Murphy, sauf exception notée.
1. Everybody Needs a Best Friend - Norah Jones
2. The Power of Wishes
3. Thunder Buddies for Life
4. John and Lori at Work / A Walk in the Park
5. Magical Wish
6. Rex's Party (Everybody Needs a Best Friend)
7. The Breakup
8. Never Be Scared of Thunder Again
9. Ted Is Captured / Raiders of the Lost Ark
10. The Car Chase / Fenway Pursuit
11. Climbing the Tower / She's Your Thunder Buddy Now
12. Saving Ted / Lori's Wish
13. The Proposal / The Wedding
14. End Titles
15. Flash's Theme - Queen
16. Sin - Daphné
17. Only Wanna Be with You - Hootie and the Blowfish
18. Come Away with Me - Norah Jones
19. All Time High - Rita Coolidge
20. I Think We're Alone Now - Tiffany
21. Thunder Buddies [Explicit] - Mark Wahlberg

D'autres titres apparaissent dans le film, mais pas sur l'album, comme plusieurs morceaux de Queen issus de la bande originale de Flash Gordon (Football Fight, Battle Theme et The Hero), le générique de K 2000 de Stu Phillips, Stayin' Alive des Bee Gees, Kiss Kiss de Chris Brown et T-Pain ainsi que The Imperial March de John Williams. Les bandes annonces utilisent Best Friend de Harry Nilsson et How You Like Me Now? de The Heavy.

## Production
Initialement, le film était prévu pour sortir le 13 juillet 2012 en Amérique du Nord mais la date a été déplacée au 29 juin 2012 afin d'éviter la concurrence avec L'Âge de glace 4.
Le tournage du film a commencé en mai 2011 à Boston, Norwood et Swampscott, au Massachusetts.
En trois semaines d'exploitation en salles, Ted totalise 996 447 entrées en France et atteint 1,2 million d'entrées en quatrième semaine.
Mark Wahlberg et Mila Kunis se retrouvent de nouveau après Max Payne et Crazy Night.

## Accueil

### Réception critique
Le film a reçu généralement des critiques favorables. Sur le site Rotten Tomatoes, il obtient une note de 68 % de critiques positives, sur la base de 192 critiques recueillies et ce qui lui donne une note de 6.4⁄10. Sur Metacritic, il obtient une note de 62 sur 100 sur la base de 37 critiques. Roger Ebert lui a attribué trois étoiles et demi sur quatre et l'a même considéré comme le meilleur film de comédie de l'année.
En France, il a aussi reçu des critiques favorables. Le Figaro le considère comme « la comédie la plus poilante de la rentrée ». Selon Metro, Ted est « la meilleure comédie de l'année ». Voici, FHM et Télé Loisirs ont aussi donné une critique positive pour le film.

### Box-office
Ted est classé 9e plus important succès au box-office américain en 2012 tous genres confondus, et 1er film comique dans ce classement. Il a rapporté aux États-Unis et au Canada 218 millions de dollars, en restant 17 semaines à l'affiche.
Il a eu un succès similaire dans le reste du monde, en générant presque 290 millions de dollars à l'étranger, ce qui fait plus d'un demi milliard de dollars de recettes dans le monde entier.
En France, le film a rapporté $11 451 649 avec ses 1 378 875 tickets vendus. C'est en Australie ($35 533 809), en Allemagne ($31 430 735) et au Royaume-Uni ($48 865 529) où Ted a reçu le meilleur accueil public à l'étranger.
Résumé des recettes en fin d'exploitation : 
- Mondial : $508 215 487
- États-Unis et  Canada : $218 815 487
- France : $11 451 649, 1 378 875 entrées

## Références culturelles

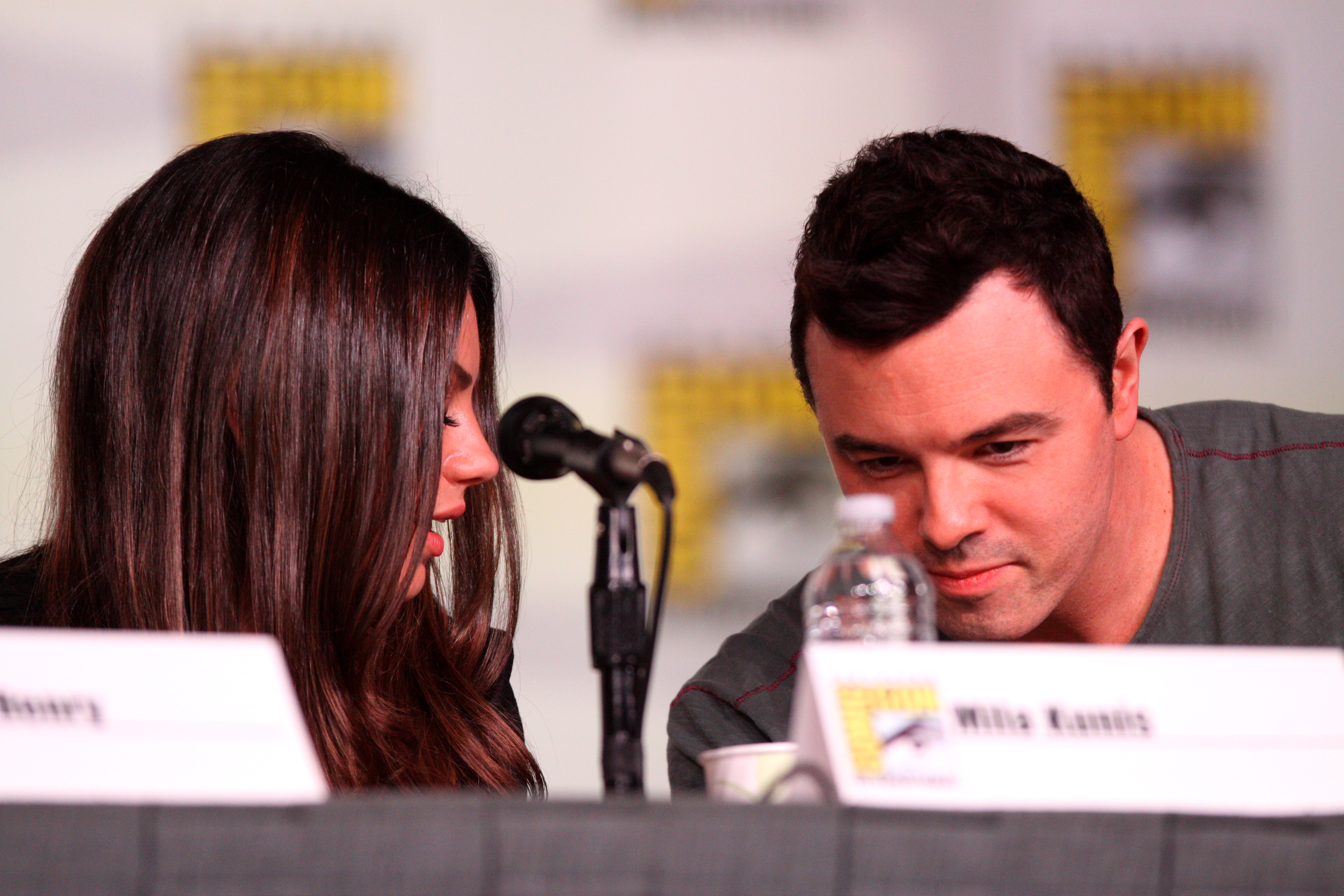
L'actrice Mila Kunis et le réalisateur au San Diego Comic-Con 2012, pour la promotion du film.